# Николо-Берёзовский сельсовет
Николо-Берёзовский сельсовет — муниципальное образование в Краснокамском районе Башкортостана.
Административный центр — село Николо-Берёзовка.

## История
Согласно Закону о границах, статусе и административных центрах муниципальных образований в Республике Башкортостан имеет статус сельского поселения.

## Население
| 2002  | 2009  | 2010  | 2012  | 2013  | 2014  | 2015  |
| ----- | ----- | ----- | ----- | ----- | ----- | ----- |
| 5981  | ↗6000 | ↗6099 | ↗6107 | ↘6105 | ↗6169 | ↗6241 |
| 2016  | 2017  | 2018  |       |       |       |       |
| ↘6222 | ↘6202 | ↗6238 |       |       |       |       |

## Состав сельского поселения
| № | Населённый пункт | Тип населённого пункта       | Население |
| - | ---------------- | ---------------------------- | --------- |
| 1 | Николо-Берёзовка | село, административный центр | ↘6064     |